# Pericyclocera arachnophila
Pericyclocera arachnophila är en tvåvingeart som beskrevs av Borgmeier 1931. Pericyclocera arachnophila ingår i släktet Pericyclocera och familjen puckelflugor. Inga underarter finns listade i Catalogue of Life.